# Probreviceps rhodesianus
Probreviceps rhodesianus là một loài ếch trong họ Nhái bầu.
Nó được tìm thấy ở Zimbabwe và có thể cả Mozambique.
Môi trường sống tự nhiên của chúng là các khu rừng vùng núi ẩm nhiệt đới hoặc cận nhiệt đới. Loài này đang bị đe dọa do mất môi trường sống.